# Ghost (canção de Jamie-Lee Kriewitz)

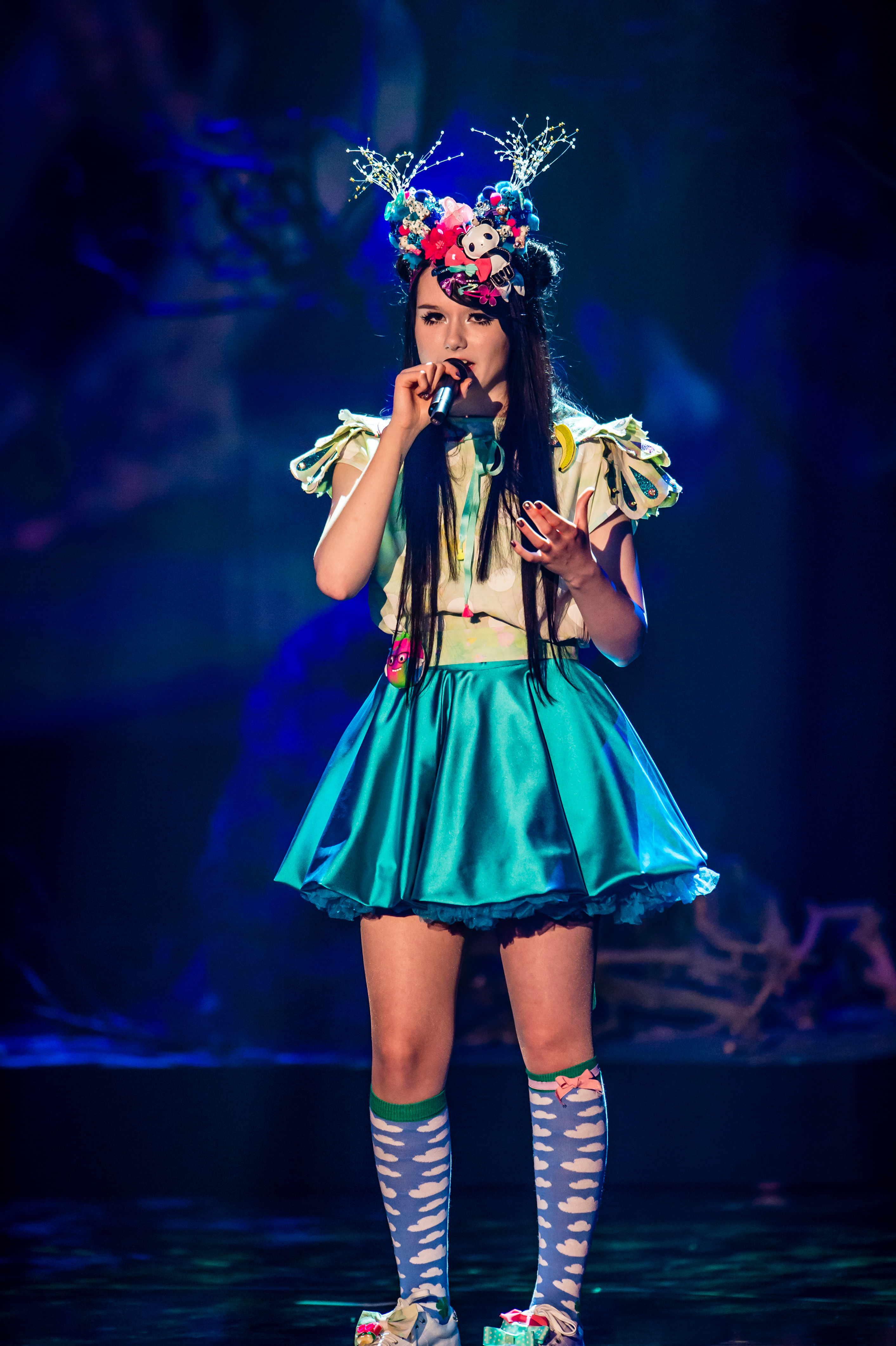
Imagem de apresentação da canção.

"Ghost" é uma música cantada pela cantora alemã Jamie-Lee Kriewitz. Esta foi a música escolhida pela Alemanha para representar o país no Festival Eurovisão da Canção 2016, em Estocolmo, na Suécia.
Foi a décima a cantar na noite da final, depois da canção da Suécia "If I Were Sorry" e antes da canção da França "J'ai cherché". A canção terminou em 26º e último lugar com 11 pontos.